# Zall Herr
Zall Herr è una frazione del comune di Tirana in Albania (prefettura di Tirana).
Fino alla riforma amministrativa del 2015 era comune autonomo, dopo la riforma è stato accorpato, insieme agli ex-comuni di Baldushk, Bërzhitë, Dajt, Farkë, Kashar, Krrabë, Ndroq, Petrelë, Pezë, Shëngjergj, Vaqarr e Zall Bastar a costituire la municipalità di Tirana.

## Località
Il comune era formato dall'insieme delle seguenti località:
- Zall-Herr
- Dritas
- Cerkeze-Morine
- Qinam
- Kallmet
- Herraj
- Pinar
- Priske e Vogel
- Radhes